# Lomographa claripennis
Lomographa claripennis ((en japonés) オオフタスジシロエダシャク, polilla blanca de bandas finas) es una especie de polilla de la familia Geometridae. La especie fue descrita por primera vez por Hiroshi Inoue habiendo sido descrita en 1977, con distribución en la Isla de Taiwán y Japón. El holotipo de la especie fue descrita en los alrededores de la cascada Ō-daru, a poca distancia de la comunidad de Nashimoto en la prefectura de Shizuoka. Después de su descripción original, la polilla ha tenido registros confirmados en la Región de Shikoku y las islas de Honshu y Kyūshū. La envergadura es de unos 27 milímetros (1,1 plg).
La polilla es blanca con una línea horizontal tenue sobre el fondo blanco. La línea transversal exterior del ala anterior corre casi paralela al borde exterior, y la línea transversal interior cae hasta el centro del borde posterior del ala. 